# Xã Matteson, Michigan
Xã Matteson (tiếng Anh: Matteson Township) là một xã thuộc quận Branch, tiểu bang Michigan, Hoa Kỳ. Năm 2010, dân số của xã này là 1.218 người.